# Allsvenskan de 2021
O Allsvenskan de 2021 foi a 97ª temporada do Allsvenskan, o escalão principal do futebol na Suécia, desde o seu estabelecimento em 1924.  
A competição decorreu no período de abril a dezembro. 
Esta temporada foi disputada por 16 clubes, contando com os novos participantes, promovidos da Superettan: o Halmstads BK, o Degerfors IF e o Kalmar FF. 
O campeão da temporada foi o Malmö FF de Malmö, que conquistou o seu 22º título nacional, e se classificou para a Liga dos Campeões.

Os despromovidos à Superettan no fim desta época foram o Östersunds FK, o Örebro SK e o Halmstads BK.

## Participantes
| Clube          | Cidade     | Estádio          | Capacidade |
| -------------- | ---------- | ---------------- | ---------- |
| Malmö FF       | Malmö      | Estádio Swedbank | 24 000     |
| AIK            | Solna      | Friends Arena    | 50 000     |
| Djurgårdens IF | Estocolmo  | Tele 2 Arena     | 30 000     |
| IF Elfsborg    | Borås      | Arena de Borås   | 16 899     |
| Hammarby IF    | Estocolmo  | Tele2 Arena      | 30 000     |
| Kalmar FF      | Kalmar     | Guldfågeln Arena | 12 000     |
| IFK Norrköping | Norrköping | Nya Parken       | 17 234     |
| IFK Göteborg   | Gotemburgo | Gamla Ullevi     | 18 416     |
| Mjällby AIF    | Mjällby    | Strandvallen     | 7 500      |
| Varbergs Bois  | Varberg    | Påskbergsvallen  | 5 600      |
| Sirius         | Uppsala    | Studenternas IP  | 6 300      |
| BK Häcken      | Gotemburgo | Rambergsvallen   | 6 000      |
| Degerfors IF   | Degerfors  | Stora Valla      | 12 500     |
| Halmstads BK   | Halmstad   | Örjans vall      | 15 500     |
| Örebro SK      | Örebro     | Behrn Arena      | 12 000     |
| Östersunds FK  | Östersund  | Jämtkraft Arena  | 6 000      |

## Classificação Geral
| Pos | Equipe            | Pts | J  | V  | E  | D  | GP | GC | SG  | Classificação ou descenso                                           |
| --- | ----------------- | --- | -- | -- | -- | -- | -- | -- | --- | ------------------------------------------------------------------- |
| 1   | Malmö (C)         | 59  | 30 | 17 | 8  | 5  | 58 | 30 | +28 | Qualificado para a 1ª pré-eliminatória da Liga dos Campeôes 2022-23 |
| 2   | AIK               | 59  | 30 | 18 | 5  | 7  | 45 | 25 | +20 | Qualificado para a 2ª pré-eliminatória da Liga Conferência 2022-23  |
| 3   | Djurgårdens IF    | 57  | 30 | 17 | 6  | 7  | 46 | 30 | +16 | Qualificado para a 2ª pré-eliminatória da Liga Conferência 2022-23  |
| 4   | IF Elfsborg       | 55  | 30 | 17 | 4  | 9  | 51 | 35 | +16 |                                                                     |
| 5   | Hammarby          | 53  | 30 | 15 | 8  | 7  | 54 | 41 | +13 |                                                                     |
| 6   | Kalmar FF         | 47  | 30 | 13 | 8  | 9  | 41 | 39 | +2  |                                                                     |
| 7   | IFK Norrköping    | 44  | 30 | 13 | 5  | 12 | 45 | 41 | +4  |                                                                     |
| 8   | IFK Göteborg      | 41  | 30 | 11 | 8  | 11 | 42 | 39 | +3  |                                                                     |
| 9   | Mjällby AIF       | 38  | 30 | 9  | 11 | 10 | 34 | 27 | +7  |                                                                     |
| 10  | Varbergs Bois     | 37  | 30 | 9  | 10 | 11 | 35 | 38 | −3  |                                                                     |
| 11  | IK Sirius         | 37  | 30 | 10 | 7  | 13 | 39 | 53 | −14 |                                                                     |
| 12  | BK Häcken         | 36  | 30 | 9  | 9  | 12 | 46 | 46 | 0   |                                                                     |
| 13  | Degerfors IF      | 34  | 30 | 10 | 4  | 16 | 34 | 51 | −17 |                                                                     |
| 14  | Halmstads BK (R)  | 32  | 30 | 6  | 14 | 10 | 21 | 26 | −5  | Qualificado para os playoffs de rebaixamento                        |
| 15  | Örebro SK (R)     | 18  | 30 | 4  | 6  | 20 | 23 | 58 | −35 | Rebaixado para Segunda Divisão em 2022                              |
| 16  | Östersunds FK (R) | 14  | 30 | 3  | 5  | 22 | 24 | 59 | −35 | Rebaixado para Segunda Divisão em 2022                              |

## Campeão
O campeão da temporada foi o Malmö FF de Malmö, que conquistou o seu 22º título nacional, e se classificou para a Liga dos Campeões. 
| Allsvenskan 2021              |
| Sweden                        |
| ----------------------------- |
| Malmö FF Campeão (22º título) |